# Ordinul Militar Maria Terezia

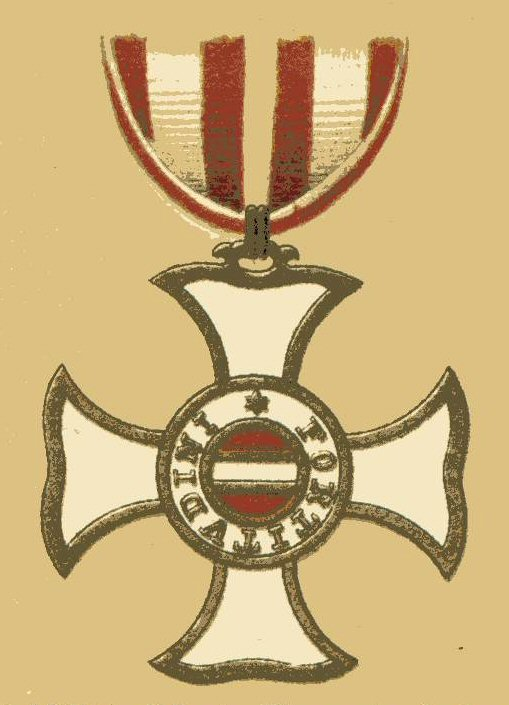
Ordinul Maria Terezia (avers)

Ordinul Militar Maria Terezia (în germană Militär-Maria Theresien-Orden, în maghiară Katonai Mária Terézia-rend, în cehă Vojenský řád Marie Terezie, în slovenă Vojaški red Marije Terezije, în croată Vojni Red Marije Terezije), sau, în germană, mai obișnuit, Österreichischer Militär-Maria-Theresien-Orden, creat la 18 iunie 1757 de împărăteasa Maria Terezia, este un ordin militar austriac. Era cel mai înalt ordin al Austro-Ungariei, iar după instaurarea dualismului, al Imperiului Austro-Ungar.

## Istoric
Ordinul Militar Maria Terezia a fost fondat la 18 iunie 1757, de împărăteasa Maria Terezia, în urma bătăliei de la Kolin, în care armatele imperiale conduse de feldmareșalul Leopold Josef von Daun au învins armatele prusace comandate personal de regele Frederic al II-lea.

## Descriere
Decorația, în formă de cruce albă, are în mijloc culorile Austriei, roșu-alb-roșu (pe orizontală), care sunt înconjurate de un inel de email alb, pe care este gravată, cu aur, inscripția latină FORTITVDINI (în română: „Pentru vitejie”). Pe revers sunt gravate, în email alb, cu aur, inițialele M.T.F. (Maria Theresia Franciscus). Inscripția este înconjurată de un inel de email verde-smarald și decorată cu frunze de laur.
Ordinul a fost conferit de 1241 de ori. Ultimul purtător al Ordinului Maria Terezia a fost Gottfried Banfield (1890–1986), care a fost un pilot austriac, as al aviației în timpul Primului Război Mondial.
Sărbătoarea Ordinului Maria Terezia a fost fixată pe 15 octombrie. 

## Purtători români ai ordinului

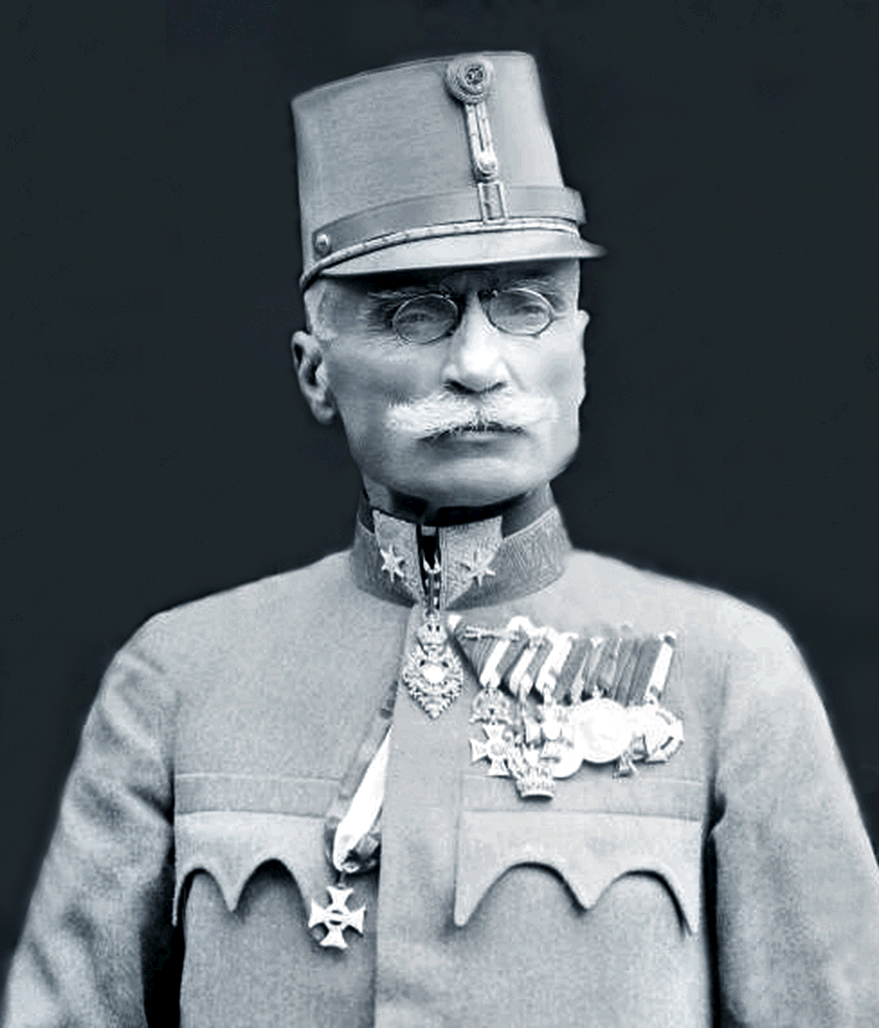
Ioan baron Boeriu de Polichna
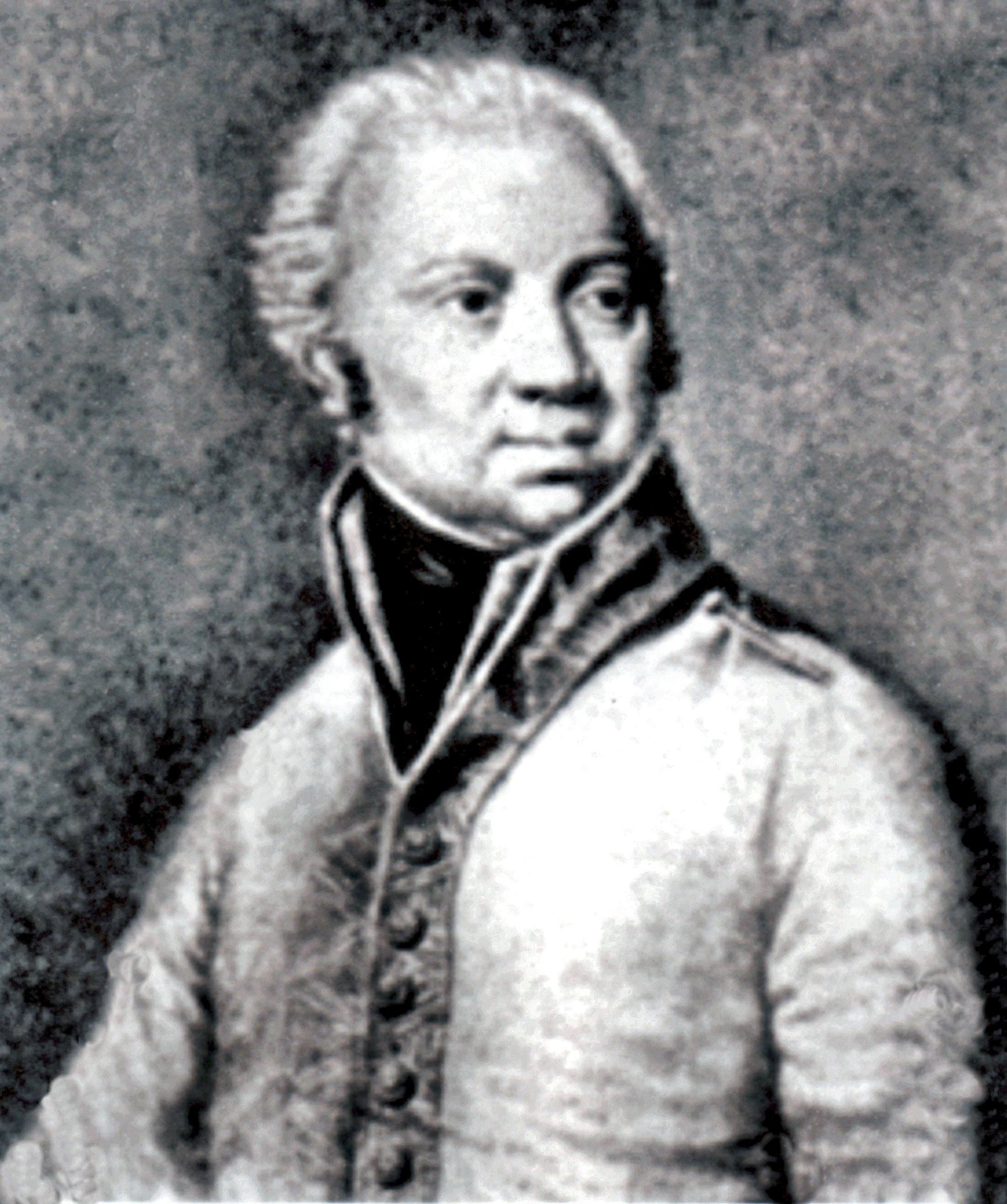
Petru baron Duka de Kádár
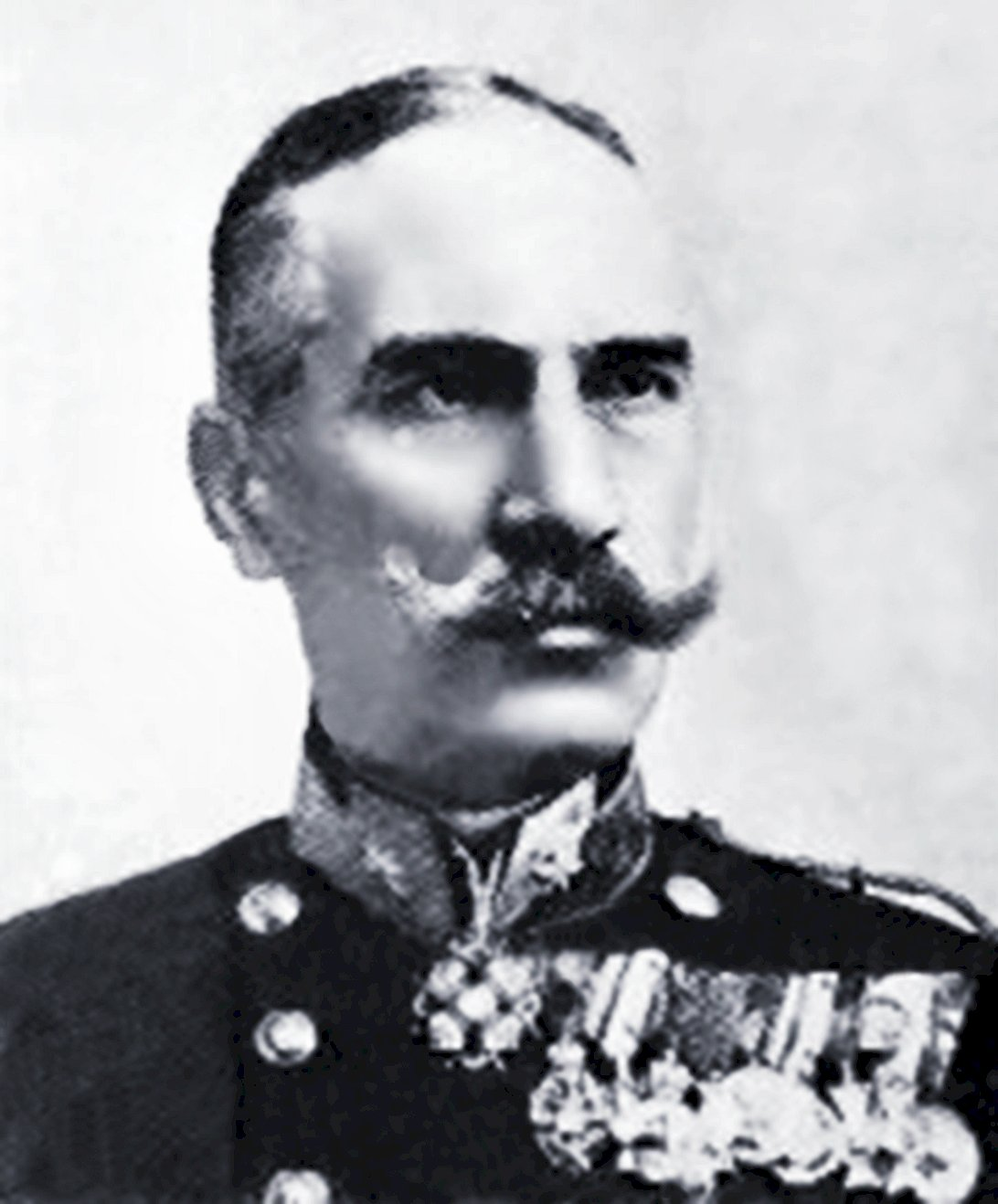
Eduard Fischer
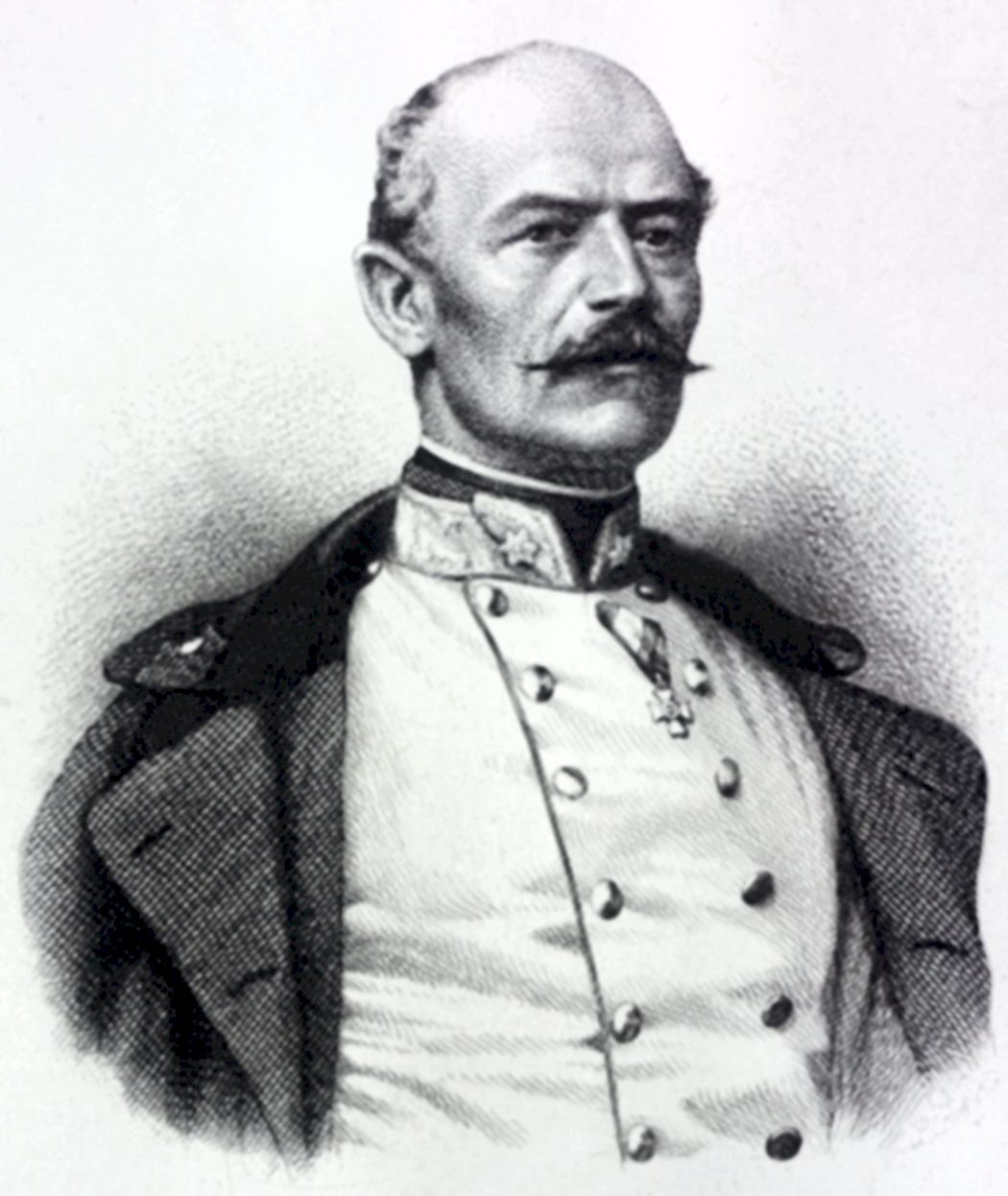
David baron Urs de Margina

### Insigne și grade
Ordinul Maria Theresia cuprindea trei clase:
- Cavaler (în germană Ritter): insigna Ordinului atașată de o panglică purtată pe partea stângă a pieptului.
- Comandor (în germană Kommandeur): insigna purtată cruciș pe piept, la gât.
- Mare-Cruce (în germană Großkreuz): insigna atașată de o eșarfă roșu-alb-roșu trecută peste umărul drept la șoldul stâng, cât și o placă purtată în partea stângă a pieptului.

| Panglica purtată pe uniformele militare | Panglica purtată pe uniformele militare | Panglica purtată pe uniformele militare |
| --------------------------------------- | --------------------------------------- | --------------------------------------- |
| Cavaler                                 | Comandor                                | Mare-Cruce                              |

### Persoane distinse cu Ordinul Maria Terezia
- Arthur Arz von Straussenburg
- Ioan Boeriu
- Svetozar Boroević
- Viktor Dankl
- Josip Jelačić
- Josef Radetzky
- Alexandr Suvorov
- David Urs de Margina
- Sándor Szurmay

## Galerie de imagini

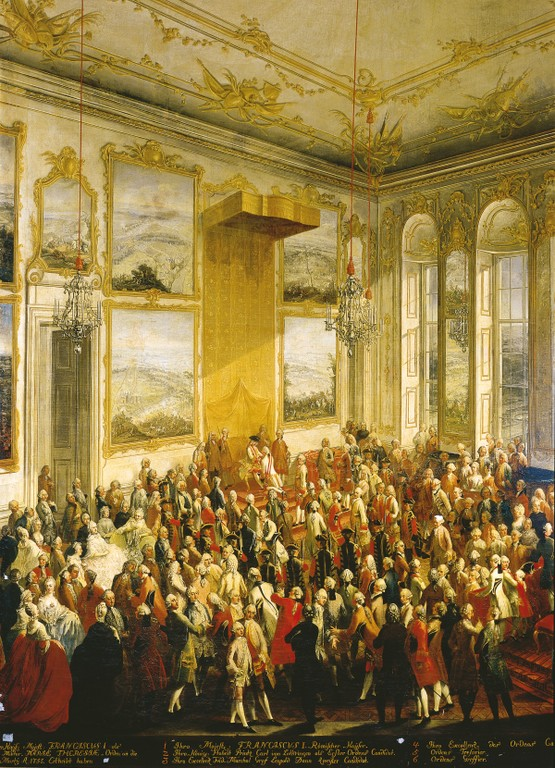
Prima ceremonie de înmânare a Ordinului Maria Theresia, 1758, pictură în ulei, atelierul lui Martin van Meytens.
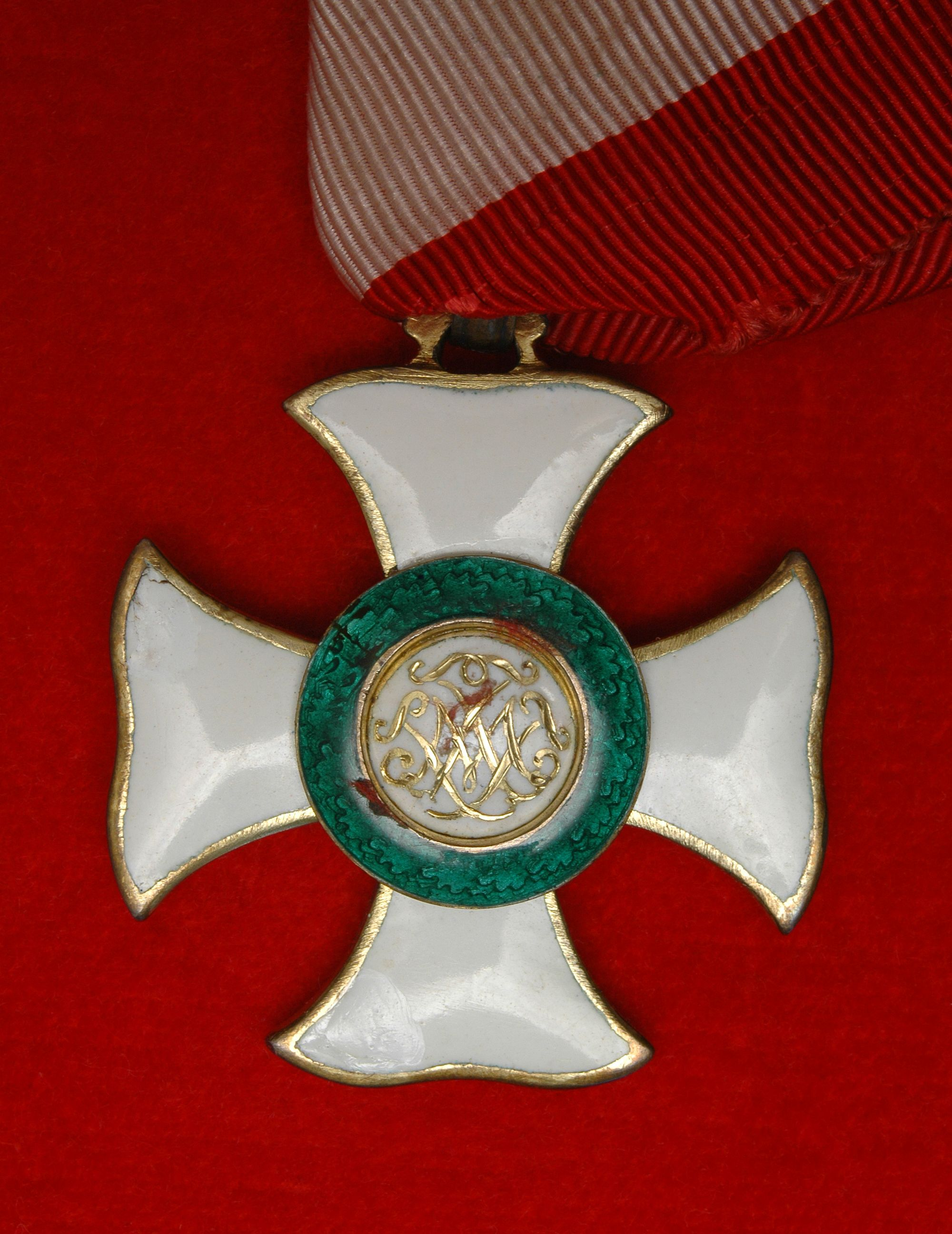
Ordinul Maria Terezia (revers)
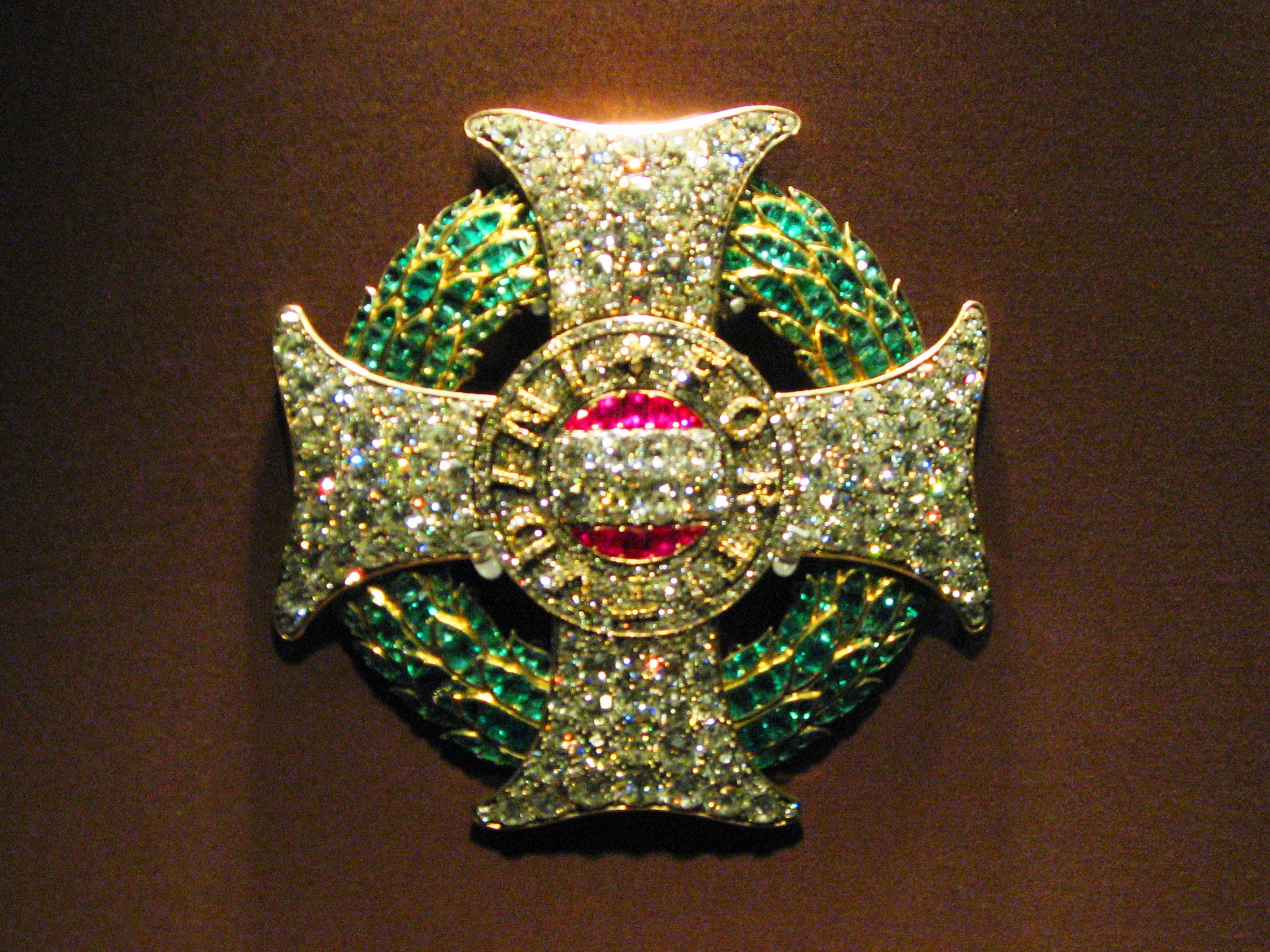
Ordinul Maria Terezia în grad de Mare-Cruce, cu diamante (avers)